# Marcel Landriau
Marcel Alfred Landriau (Tonnay-Charente, 13 septembre 1886 - Paris, 10 novembre 1962) est un officier de marine français. 

## Biographie
Fils d'un négociant, il entre à l'École navale en octobre 1902 et en sort aspirant de 1re classe en octobre 1905. Il embarque alors sur le croiseur Gueydon pour une campagne en Extrême-Orient puis passe en 1906 sur la Manche où il obtient un témoignage de satisfaction pour sa participation aux travaux de la mission hydrographique de l'Indochine. 
Enseigne de vaisseau (octobre 1907), chef du secrétariat à la majorité de Rochefort, il devient en février 1908 officier torpilleur sur le Cassard et participe sur ce bâtiment aux opérations sur les côtes marocaines. En octobre 1909, il passe sur le croiseur cuirassé Jules-Michelet en Méditerranée puis fait une nouvelle mission hydrographique en Indochine sur la Manche (1910-1911) qui lui valent les félicitations du ministre. 
En 1912, il sert aux sous-marins de Toulon et devient en novembre 1912 second du Leverrier avec lequel il prend part aux opérations en Méditerranée, aux Dardanelles et en Adriatique. 
Lieutenant de vaisseau (avril 1916), il commande en septembre le sous-marin Coulomb puis en mars 1917, le Leverrier et opère en Adriatique. En novembre 1918, il obtient une citation pour les nombreuses missions qu'il a menées sur les côtes ennemis. 
Officier de liaison auprès du général commandant l'armée du Danube (juin 1919), il devient officier adjoint à l'attaché naval en Roumanie et reçoit en juin 1920 un nouveau témoignage de satisfaction. En 1920, il commande le sous-marin Lagrange à Toulon puis en juillet 1921 le Mignot dont il assure l'armement et la mise au point. En parallèle, il enseigne à l’École de navigation sous-marine à Toulon. 
Capitaine de corvette (août 1922), il est breveté de l’École de guerre navale en décembre et est nommé sur le Waldeck-Rousseau, sous-chef d'état-major de la division du Levant en janvier 1923. En juin 1924, il commande le torpilleur Enseigne-Gabolde en Manche et en mer du Nord et y fut très apprécié de l'amiral Docteur. 
Capitaine de frégate (novembre 1925), il enseigne la tactique des sous-marins à l’École de guerre navale et commande en décembre 1927 l' Enseigne-Gabolde et la 9e division de torpilleurs en Méditerranée. En juillet 1929, il devient commandant de la 5e escadrille de sous-marins à Toulon et préside la Commission d'études pratiques des sous-marins. 
Sous-directeur du Centre des hautes études navales (mars 1930), capitaine de vaisseau (septembre 1932) puis chef d'état-major de la 2e escadre sur le La Motte-Picquet (octobre 1932) puis sur le Duguay-Trouin à Brest, il commande en octobre 1934 le croiseur Duquesne. 
Directeur des études et professeur de stratégie au Centre des hautes études navales (février 1936), il est promu contre-amiral en octobre 1939 et est nommé sous-chef d'état-major du ministère des Colonies. 
Il prend le 28 mai 1940 les commandes de la flottille du Pas-de-Calais sur le Savorgnan-de-Brazza et dirige avec deux contre-torpilleurs, treize torpilleurs, quatre avisos et environ deux cents bâtiments légers, la dramatique évacuation de Dunkerque. Grâce à lui, près de 50 000 hommes seront sauvés et 100 000 soldats revenant de Normandie et des Flandres par l'Angleterre parviendront à être ramené en France. 
En août 1940, il commande la division navale de l'Afrique occidentale et la marine à Dakar. Délégué de l'amirauté française en AOF, Landriau joue le premier rôle lors de la préparation et la mise au point des moyens de défense de Dakar ainsi que dans les opérations de septembre 1940 déclenchées par l'attaque britannique. 
Vice-amiral (décembre 1941), vice-président de la Commission d'armistice à Wiesbaden, il est mis en congé d'armistice en avril 1943 et prend sa retraite en mai 1944.

## Récompenses et distinctions
- Chevalier (29 janvier 1918), Officier (12 janvier 1929)puis Commandeur de la Légion d'honneur (8 octobre 1940).